# Montreux Jazz Festival 1970
Das Montreux Jazz Festival 1970 war die vierte Ausgabe des 1967 begründeten Montreux Jazz Festival. Sie wurde vom 17. Juni bis 21. Juni 1970 überwiegend im Kursaal des Casinos von Montreux abgehalten.

## Geschichte
Wiederum mit Unterstützung der Europäischen Rundfunkunion fand das Festival 1970 über fünf Tage mit Konzerten von überwiegend aus Europa stammenden Jazz- und Fusiongruppen statt. Aus den USA kamen deutlich mehr Jazz- und auch Bluesmusiker als im Vorjahr, nämlich Bill Evans, Dexter Gordon, Gerry Mulligan, Herbie Mann, Art Farmer, Yusef Lateef, Chico O’Farrill, Champion Jack Dupree, Junior Mance, Leon Thomas, Son House, The Fourth Way, Tom Scott und aus Japan Sadao Watanabe. Mit Chicken Shack und Stone the Crows bereicherten gleich zwei britische Bluesrock-Bands die stilistische Vielfalt; Stone the Crows trat open air im Schwimmbad des Casinos auf. Außerdem war erstmals Carlos Santana mit seiner Band Santana in Montreux zu erleben.
Die amerikanischen Stars wie Dexter Gordon oder Gerry Mulligan kamen teilweise als Solisten ohne eigene Gruppen und traten mit nicht vorab auf sie eingespielten Begleitensembles auf. Der Sänger Leon Thomas konnte hingegen auf die britische Jazzrock-Band Nucleus zurückgreifen, mit der er wenige Tage zuvor bei einem zweiwöchigen Engagement in Ronnie Scott’s Jazz Club in London aufgetreten war; denn diese Gruppe nahm auf Anregung der BBC am Festival teil, wo sie den Bandwettbewerb gewann. Art Farmer trat auch mit dem vom ORF aus Österreich entsandten Sextett von Erich Kleinschuster auf, zu dem er bereits länger gehörte. Mit der französisch-amerikanischen Band The Full Moon Ensemble gastierte zudem Archie Shepp. Ausserdem waren drei amerikanische Hochschulbands unter den Teilnehmern.

## Gruppen (alphabetisch)
- Aladár Pege Quartet (mit Mihály Ráduly, Béla Lakatos, Géza Lakatos)
- Art Farmer
- Bill Evans Trio (mit Eddie Gomez, Marty Morell)
- Champion Jack Dupree
- Chicken Shack (mit Andy Silvester, Dave Bidwell)
- Chico O’Farrill
- Chris Hinze Quartet (mit Henk Alkema, Rob Langereis, Peter van de Wal Ypma)
- DDT Jazzband (mit Rick Wahlstein, Fred Andersson, Sven Svärd, Christer Sandell, Timo Peltoniemi, Pentti Mutikainen, Christian Schwindt)
- Dexter Gordon with Junior Mance Trio (mit Martin Rivera, Oliver Jackson)
- Dexter Gordon
- Erich Kleinschuster Sextett (mit Art Farmer, Hans Salomon, Fritz Pauer, Peter Marshall, Erich Bachträgl)
- George Gruntz From Sticksland with Love (mit Franco Ambrosetti, Heinz Bigler, Jürg Grau, Jerry Chardonnens, Pierre Favre)
- Gerry Mulligan with the Junior Mance Trio (mit Martin Rivera, Oliver Jackson)
- Herbie Mann Quintet (mit Steve Marcus, Sonny Sharrock, Miroslav Vitous, Daniel Humair)
- Jazz Group de la Radio Suisse  (mit Benny Bailey, Luc Hoffmann, Stuff Combe)
- John Tchicai Quartet (mit Christian Kyhl, Torben Munk, Ivan Krill)
- Junior Mance Trio (mit Martin Rivera, Oliver Jackson)
- Leon Thomas (mit Nucleus [=Ian Carr, Brian Smith, Karl Jenkins, Chris Spedding, Jeff Clyne, John Marshall])
- Les Swingers (mit François Guin, Gérard Badini, Xavier Chambon, Gérard Gambus, Ricardo Galeazzi, Teddy Martin)
- M.I.T. Festival Jazz Ensemble
- North Texas State University Lab Band
- Nucleus (mit Ian Carr,  Brian Smith, Karl Jenkins, Chris Spedding, Jeff Clyne, John Marshall)
- Quintette de Boško Petrović (mit Kornelije Kovač, Bojan Hreljac, Silvije Glojnarić, Vladimir Furduj)
- Radio Jazz Group Stuttgart (mit Ack van Rooyen, Gerd Dudek, Joki Freund, Wolfgang Dauner, Eberhard Weber, Cees See)
- Rowland Greenberg’s Quintett (mit Terje Larsen, Einar Iversen, Bjørn Pedersen, Per Nyhaug)
- Santana (mit Gregg Rolie, David Brown, Mike Shrieve, José Areas, Mike Carrabello)
- Sadao Watanabe Quartet (mit Yoshiaki Masuo, Yoshio Suzuki, Hirotami Tsunoda)
- Sextette Etienne Verschueren (mit Guy Dossche, Freddy Sunder, Marc Moulin, Freddie Deronde, Freddy Rottier)
- Son House
- Spontaneous Music Ensemble (mit Trevor Watts, John Stevens)
- Stone the Crows (mit Maggie Bell, John McGuiness, Leslie Harvey, Jimmy Dewar, Colin Allen)
- The Fourth Way (Michael White, Mike Nock, Ron McClure, Eddie Marshall)
- The Full Moon Ensemble (mit Archie Shepp, Dave Burrell, Joseph Dejean, Beb Guérin, Claude Delcloo)
- The Kent State University Lab Band
- Tom Scott
- Traditional Jazz Studio Praha (mit Pavel Smetáček, Bohumil Veselý, Jiří Pechar, Jaroslav Fuksa, Ivan Smetáček, Antonín Bílý, Ivo Pluháček, Luboš Zajíček, Václav Širl)
- Yusef Lateef Quartet (mit Barry Harris, Bob Cunningham, Albert Heath)

## Diskographie
- Bill Evans: Montreux II (CTI Records 1970)
- Dexter Gordon with Junior Mance: At Montreux (Prestige Records 1985, mit Martin Rivera, Oliver Jackson)
- Nucleus with Leon Thomas: Live 1970 (Gearbox 2014)[2]

## Plakat
Gestalter des Plakats war der italienische Grafiker und Fotograf Roberto Carra, der damals für L’Uomo Vogue in Mailand arbeitete. Das Plakat hat Comics-Elemente: in der oberen Hälfte eine Sprechblase, in der unteren dominiert eine einfach gehaltene Zeichnung eines Kopfes. Der weisse Kopf steht vor einem schwarzen Hintergrund. Das einzige farbige Element ist eine liegende Trompete auf der Stirn des Kopfes. Der haarlose Kopf erinnert an eine wissenschaftliche Zeichnung oder an eine Science-Fiction-Figur, der Zeichenstil an einen Kupferstich. Der Blick der Figur fixiert den Betrachter. Gleichzeitig leitet die Sprechblase den Blick auf den Titel.
Der Anlass ist auf dem Plakat mit «Festival international de Jazz» bezeichnet – der heutige Name oder das aktuelle Logo waren damals noch nicht in Verwendung. Das Wort »Jazz« ist besonders gross gehalten. Darunter stehen das Datum, der Ort «Montreux» und ein Verweis auf die Schweiz in den Sprachen Französisch, Deutsch und Englisch. Neben dem Kopf sind rechtsbündig am rechten Rand in weisser Schrift vor schwarzem Hintergrund die Veranstaltungen und auftretenden Interpreten aufgelistet.